# Лепена (Бовец)
Лепена (словен. Lepena; итал. Lepegna) је мало насеље у општини Бовец која припада покрајини Приморска у Горишкој регији.
Налази се у долини реке Лепењице притоке реке Соче. Планинска кућа Клемента Југа у Лепени је полуларна полазна тачка пешачких тура по околним врховма Јулијских Апли.
Лепена је на надморској висини 514,9 м површине 18,52 км². Приликом пописа становништва 2011. године насеље је имало 35 становника
У насељу постоји 21 објекат који спада у непокретна културна добра Републике Словеније.